# 蘇茲達爾之戰
蘇茲達爾之戰，是喀山汗國與莫斯科公國之間的一場戰爭。
喀山汗兀魯·穆罕默德於1445年7月7日入侵下諾夫哥羅德，俄羅斯軍隊被打敗，瓦西里二世被俘虜，他同意支付巨額贖金之後被釋放，之後建立卡西姆汗國作緩衝國。